# Mwana Africa FC
Le Mwana Africa FC est un club de football zimbabwéen basé à Bindura.

## Palmarès
- Coupe du Zimbabwe :
  - Vainqueur : 2006